# Glenn Cunningham
Glenn Verniss Cunningham (Atlanta, 4 agosto 1909 – Menifee, 10 marzo 1988) è stato un mezzofondista statunitense.

## Palmarès

### Olimpiadi
- Argento a Berlino 1936 nei 1500 metri piani.